# Комраков Борис Петрович
Борис Петрович Комраков (нар. 30 жовтня 1948 року) — радянський та російський математик, фахівець з теорії груп Лі і теорії однорідних просторів, нагороджений медаллю імені М. І. Лобачевського.

## Життєпис
Народився 30 жовтня 1948 року в Івано-Франківську. У 1971 році закінчив механіко-математичний факультет Білоруського державного університету. Після закінчення університету з 1971 по 1975 роки працював в Інституті геохімії та геофізики Академії наук Білоруської РСР, з 1977 по 1988 роки — в Білоруському політехнічному інституті, з 1991 по 1998 роки — в Білоруському державному університеті. У 1991 році захистив докторську дисертацію в університеті Тарту (Естонія), а в 1994 році отримав вчене звання професора. З 1996 року працює в Інституті математики і механіки імені М. І. Лобачевського при Казанському державному університеті .

## Нагороди
- Лауреат премії Ленінського комсомолу Білорусі (1980)
- Медаль імені М. І. Лобачевського (1997)

## Наукові праці
- Проблема конструктивной эквивалентности в дифференциальной геометрии / Б. М. Дубров, Б. П. Комраков // Матем. сб., 191:5 (2000), 39–66
- Equivalence of holonomic differential equations / B. M. Doubrov, B. P. Komrakov, T. Morimoto // Lobachevskii J. Math., 3 (1999), 39–71
- Classification of homogeneous submanifolds in homogeneous spaces / B. M. Doubrov, B. P. Komrakov // Lobachevskii J. Math., 3 (1999), 19–38
- Главные тороидальные расслоения f-структуры / Б. П. Комраков // Изв. вузов. Матем., 1977, № 2, 127—130
- Разложение де Рама и приводимость однородных пространств / Б. П. Комраков // УМН, 32:1(193) (1977), 167—168
- Однородные компактные почти контактные многообразия / Б. П. Комраков // Функц. анализ и его прил., 10:1 (1976), 77–78
- Однородные пространства, порожденные автоморфизмами, и инвариантные геометрические структуры / Б. П. Комраков // Итоги науки и техн. Сер. Пробл. геом., 7 (1975), 81–104
- Структура геометрических компактификаций симметрических римановых пространств / Б. П. Комраков // УМН, 28:4(172) (1973), 217—218
- Дифференциально-геометрические методы в математической физике / С. П. Новиков, А. А. Кириллов, Б. П. Комраков // УМН, 36:1(217) (1981), 237—239